# Thaumasia abrahami
Espèce
Thaumasia abrahami est une espèce d'araignées aranéomorphes de la famille des Pisauridae.

## Distribution
Cette espèce se rencontre du Honduras au Brésil.

## Description
La femelle holotype mesure 7,0 mm.
Le mâle décrit par Silva et Carico en 2012 mesure 8,13 mm et la femelle 9,44 mm.

## Étymologie
Cette espèce est nommée en l'honneur d'A. A. Abraham.

## Publication originale
- Mello-Leitão, 1948 : Contribuição ao conhecimento da fauna araneológica das Guianas. Anais da Academia Brasileira de Ciências, vol. 20, p. 151-196.